# 東北新省區方案

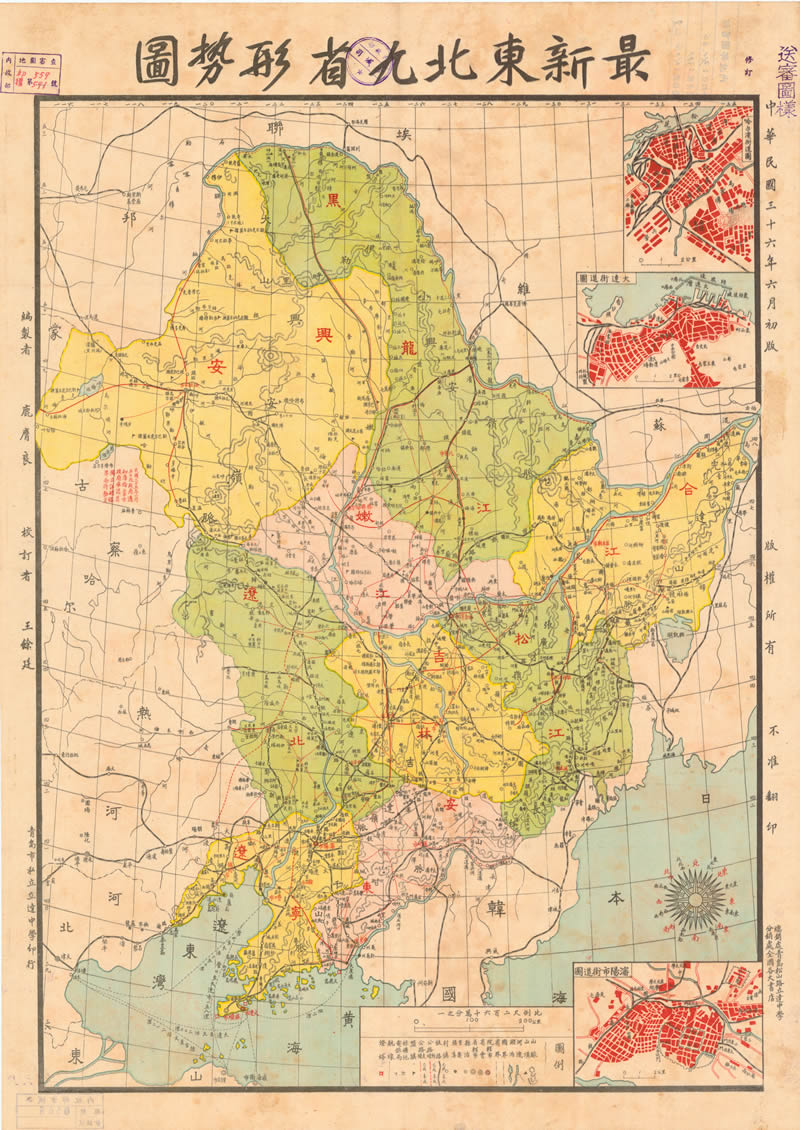
中華民國時期規劃的東北九省

東北九省，是中華民國國民政府於民國36年（1947年）6月5日公佈的中国东北地区行政區劃划分方案，因国共内战从未完全施行。

## 背景
1931年爆發九一八事變，隔年东三省被日軍佔領，在日本的扶植之下建立满洲国，而原本的東三省遼寧省、吉林省、黑龍江省也被滿洲國分成18個行省進行統治，直到抗戰勝利前，東三省已經名存實亡。

## 1945年九省方案
1945年8月国民政府制定了《收复东北各省处理办法纲要》，第4条规定辽吉黑三省重新划分为九省，受东北行营就近指挥监督（不含热河省）。1945年8月31日，中国国民党中央执行委员会常务委员会和国防最高委员会常务会议联席会议对《收复东北各省处理办法纲要》进行决议，规定“应立即附具地图交立法院迅速完成立法程序”。1945年9月19日，国民政府公布东北划为九省案：
| ①遼寧省   | ②安東省 | ③遼北省 |
| ④吉林省   | ⑤松江省 | ⑥合江省 |
| ⑦黑龍江省 | ⑧嫩江省 | ⑨興安省 |
- 以原奉天、锦州两省合并为辽宁省；面积69012平方公里，人口8110792。省会沈阳。辖沈阳、辽阳、辽中、本溪、抚顺、铁岭、新民、法库、康平、海城、盖平、復縣、兴京、清原（以上原属奉天省）、锦县、锦西、兴城、绥中、义县、北镇、盘山、台安、黑山、彰武（以上原属锦州省），共24市县。
- 原安东、通化两省合并为安东省。面积68221平方公里，人口5347550，省会安东，辖长白、抚松、辉南、金川、柳河、濛江、辑安、临江（以上原属通化省）、安东、凤城、岫岩、庄河、宽甸、桓仁（以上原属安东省），共14县市。
- 原四平省、兴安南省并为辽北省；面积79021平方公里，人口3864321.省会四平街。辖辽源县、梨树、昌图、开原、西丰、西安县（北丰县）、东丰、海龙、长岭（以上原属四平省）、通辽、索伦（以上原属兴安南省）共13市县。
- 原吉林、间岛两省并为吉林省；面积115743平方公里，人口6096021。省会长春。辖延吉、汪清、和龙、珲春、安图（以上原属间岛省）、長春縣、德惠、九台、农安、乾安、扶余、永吉、舒兰、蛟河、敦化、桦甸、磐石、榆树、怀德县（以上原属吉林省）共19市县。
- 原滨江、牡丹江两省并为松江省，面积88768平方公里，人口4092068，省会哈尔滨，辖绥阳、东宁、穆棱、宁安（以上原属牡丹江省）、阿城、宾县、双城、五常、珠河县、苇河、延寿、呼兰、巴彦、木兰、肇东、肇州、兰西、东兴县、安达、青冈（以上原属濱江省）共20市县。
- 原三江、东安两省并为合江省；面积110134平方公里，人口1808824，省会佳木斯，辖东安县、虎林、饶河、宝清、林口、鸡宁、勃利（以上原属东安省）、鹤立、汤原、通河、方正、依兰、富锦、同江、抚远、绥滨、萝北（以上原属三江省）共17市县。
- 原北安、黑河两省并为黑龙江省；面积167326平方公里，人口2281025，省会北安，辖瑷珲、漠河、鸥浦、呼玛、奇克、逊河、乌云、佛山县、孙吴（以上原属黑河省）、北安、绥棱、铁骊、庆城、绥化、海伦县、望奎、依安县、德都县、克山、克东、拜泉、明水、嫩江县（以上原属北安省）共24市县。
- 原龍江省改为嫩江省；面积69244平方公里，人口2426274，省会齐齐哈尔，辖龙江县、泰来、泰康县、甘南、富裕县、林甸、讷河、大賚縣、安廣縣、鎮東縣、開通縣、瞻榆縣、洮南县、景星县、洮安縣、醴泉县（以上原属龙江省）16市县。
- 原兴安北省及兴安东省并为兴安省。面积249177平方公里，人口213037，省会海拉尔，辖雅鲁设治局、布西设治局（以上原属兴安东省）、呼伦县、室韋縣、臚濱縣（以上原属兴安北省）5县、局。
- 此外，大連市、瀋陽市、哈爾濱市三市划为特别市，由行政院直接管理。

## 1947年東北九省方案
由于东北的国共内战，以上九省区划未能真正彻底落地实施。内政部根据接收期间情况并综合国防部及行政各要旨，再次拟具东北新省区方案，经呈行政院转奉国民政府核定，在1947年6月6日（或说6月5日:173，177，181）正式公布并开始具体实施。
- 遼寧省（省會暂设瀋陽市[2]:171，轄4市22縣）[註 1]
  - 省轄市：錦州、營口、鞍山、旅順
  - 縣份：瀋陽、撫順、本溪、海城、蓋平、鐵嶺、遼中、金縣、遼陽、復縣、錦縣、綏中、北鎮、興城、義縣、錦西、盤山、新民、黑山、岫巖、莊河、臺安
  - 与1945年方案相比，从安东省划入了岫岩、庄河2县，划给安东省清原县、新宾县。

- 安東省（省會通化市，轄2市18縣）
  - 省轄市：通化、安東
  - 縣份：新賓、通化、桓仁、輯安、臨江、長白、撫松、海龍、柳河、東豐、鳳城、寬甸、安東、輝南、清原、金川、濛江、孤山
  - 与1945年方案相比，划给辽宁省划入了岫岩、庄河2县，从辽宁省划入清原县、新宾县，从辽北省划入了海龙县、东丰县。新设孤山县。

- 遼北省（省會遼源縣，轄1市17縣6旗）
  - 省轄市：四平
  - 縣份：開原、彰武、西豐、北豐、昌圖、梨樹、康平、遼源、洮南、開通、安廣、突泉、鎮東、洮安、法庫、瞻榆、長嶺
  - 盟旗：科爾沁右翼前旗、科爾沁右翼中旗、科爾沁右翼後旗、科爾沁左翼前旗、科爾沁左翼中旗、科爾沁左翼後旗

- 吉林省（省會吉林市，轄2市18縣1旗）
  - 省轄市：吉林、長春
  - 縣份：永吉、長春、伊通、農安、舒蘭、樺甸、磐石、雙陽、德惠、扶餘、雙城、五常、榆樹、敦化、蛟河、乾安、九臺、懷德
  - 盟旗：郭爾羅斯旗

- 松江省（省會牡丹江市，轄2市15縣）
  - 省轄市：牡丹江、延吉
  - 縣份：賓縣、延壽、阿城、延吉、寧安、琿春、東寧、汪清、和龍、穆稜、方正、珠河、葦河、綏芬、安圖

- 合江省（省會佳木斯市，轄1市17縣）
  - 省轄市：佳木斯
  - 縣份：依蘭、樺川、密山、饒河、虎林、同江、富錦、撫遠、寶清、勃利、通河、湯原、蘿北、綏濱、鳳山、鶴立、林口

- 嫩江省（省會齊齊哈爾市，轄1市18縣2旗）
  - 省轄市：齊齊哈爾
  - 縣份：龍江、呼蘭、木蘭、蘭西、巴彥、青岡、肇州、大賚、安達、肇東、泰來、林甸、景星、甘南、泰康、東興、富裕、肇源
  - 盟旗：杜爾伯特旗、札賚特旗

- 黑龍江省（省會北安市，轄1市25縣1旗）
  - 省轄市：北安
  - 縣份：綏化、慶城、海倫、拜泉、嫩城、訥河、璦琿、呼瑪、克山、龍鎮、綏楞、通北、漠河、望奎、依安、明水、烏雲、佛山、鷗浦、奇克、遜河、鐵驪、德都、克東、孫吳
  - 盟旗：伊克明安特別旗

- 興安省（省會海拉爾市，轄1市7縣11旗）
  - 省轄市：海拉爾
  - 縣份：呼倫、臚濱、室韋、奇乾、雅魯、布西、索倫
  - 盟旗：呼倫貝爾盟—索倫旗、新巴爾虎左翼旗、新巴爾虎右翼旗、陳巴爾虎旗、額爾古納左翼旗、額爾古納右翼旗、布特哈部—巴彥旗、莫力達瓦旗、布特哈旗、阿榮旗、喜札嘎爾旗

## 实施情况
抗戰勝利後東北地區（滿洲國統治區域）的對日受降接收工作是由苏联負責，蘇聯支援大批的中国人民解放军與中国共产党行政人員進入東北進行接收，並在東北實際駐軍至民國35年（1946年）春天才撤離。蘇軍撤離後大部分的東北地區實際上已經被中國共產黨所控制，國民政府只能在幾個大城市進行接收統治（如哈爾濱、齊齊哈爾、長春、四平、瀋陽、錦州）。同年國共內戰爆發，兩年後共產黨全面控制東北，故東北九省及三市的行政區劃方案實際上從未成功實施。多僅見於日後中華民國剩餘區域的教科書與宣傳中，並沿續使用至1990年代中期。教改後，當前中華民國的教科書也早已棄用，全面改採現行中华人民共和国行政区划，官方也不再發行地圖。
雖然東北行政區劃沒有成功實施，但東北地區仍然在民國36年（1947年）中華民國行憲後，於可以選舉的地方依照東北九省區劃選舉出立法委員與國大代表，並赴南京開會。1980年代曾任立法院院長的梁肅戎其選區即為遼北省，而民主進步黨創黨人之一費希平，則是遼寧省選出的立法委員。